# Louis Ledrich
Louis Jean Ledrich est un accordéoniste français né le 3 mars 1924 à Baerenthal en Moselle et mort le 23 janvier 2019 à Nice,.

## Biographie
Il est né à Baerenthal en Moselle, fils de Louis Ledrich, qui était dessinateur et ouvrier d'usine. Avec son orchestre Louis Ledrich et son orchestre, il a composé et interprété des titres comme Printemps d'Alsace. Il a co-fondé l'Orchestre musette de Radio Luxembourg avec Marcel Azzola, André Verchuren et Tony Murena en 1958.

## Discographie

### Albums
- Plaines et Forêts
- (1961) Vieux Camarades

### Singles et EPs
- Louis Ledrich et son ensemble - Vivent Les Conscrits
- Louis Ledrich et son ensemble - La Java / La belote / La plus bath des javas / Ca gaze (javas) / Un p'tit peu d'argent / Séduction
- Louis Ledrich et son ensemble - Chiens et chats / A petits pas / Bim bom bey / Jeremie
- Louis Ledrich et son ensemble alsacien - 1960 - Printemps D'Alsace / Retour Des Cigognes / Vieux Camarades / D'R Hans Im Schnockeloch
- Louis Ledrich et son ensemble - 1947 - Avec Brio / Espoir / Marche des étoles / Musette en mineur
- Louis Ledrich et son ensemble alsacien - Strip Polka / On a toujours le temps / Radio Gazette / Marche du Cirque de Renz
- Louis Ledrich et son ensemble alsacien - Noëls
- Louis Ledrich et son orchestre champêtre - Polka Marie / A boire a boire / D'Alsace en Auvergne / Rose d'Alsace
- Louis Ledrich et son orchestre - Louis Ledrich joue Adamo
- Louis Ledrich et son orchestre - Le garçon qu'on aime / La marche de Radetzky / Paricolor / Les jolies colonies de vacances
- Louis Ledrich et son orchestre - La Fête de la bière / Le nain d'Alsace / Marche des accordéonistes alsaciens / Souvenirs d'Alsace
- C'est le bal des routiers / Au pays de casatshock / Fleur de papier / Je t'aime / Un p'tit air d'accordéon
- Louis Ledrich et son orchestre champêtre - Cœur de noisette / Aujourd'hui je dois partie / Le caravanier / L'air de la forêt
- Louis Ledrich et son orchestre champêtre - 1963 - Le siffleur et son chien / Au temps de ma jeunesse / La Paloma / Parade des oies
- Louis Ledrich et son ensemble alsacien - Choucroute et saucisses / Les chevaux de camargue / Frantz / La marche des étoiles
- Louis Ledrich et son orchestre - Un p'ti peu d'argent / Espoir / Bonjour Pierrette / Avec Brio
- Jolie Polka
- Louis Ledrich Et L'Orchestre Musette De Radio-Luxembourg* - Grands Boulevards / Padam Padam
- Mimi la Blonde
- Jimbo L'Eléphant / Valser Dans L'Ombre
- Pour Les Amants / Simple Histoire
- La Belle De Tolède / Les Filles De Séville
- Voulez vous danser grand mère
- Pigalle / Place Pigalle
- Ah ! La danse atomique / La Danse Du Spirou
- La Pompe À Bière / Amsel Polka
- Si Tu Vas A Rio

### Compilations
- Louis Ledrich, André Verchuren, Marcel Azzola, Louis Corchia, Gilbert Roussel, Robert Trabucco - 52 Succès Du Musette
- Tony Murena Et Son Ensemble, Louis Ferrari Et Son Ensemble Musette, André Verchuren, Andre Verchuren Et Son Ensemble Louis Ledrich Et son Ensemble* - Baion De Sao Paolo